# هولدنفيل
هولدنفيل (بالإنجليزية: Holdenville, Oklahoma)‏ هي مدينة تقع بولاية أوكلاهوما في الولايات المتحدة. تبلغ مساحة هذه المدينة 12.6 (كم²)، وترتفع عن سطح البحر 264 م، بلغ عدد سكانها 4732 نسمة في عام 2010 حسب إحصاء مكتب تعداد الولايات المتحدة.

## أعلام
- هيو زاكاري
- دارين براون
- ديف كوكس
- كلو غولاغر
- جاكي براون

## وصلات خارجية
- The US50 - Cities and Towns in Oklahoma State